# موديستاس بولوسكاس
موديستاس بولوسكاس (بالليتوانية: Modestas Paulauskas)‏ مواليد 19 مارس 1945 في الجمهورية الليتوانية السوفيتية الاشتراكية، هو مدرب كرة سلة ليتواني ولاعب معتزل. بدأ مسيرته الاحترافية في سنة 1962. يبلغ طوله 6 قدم 4 بوصة (1.9 م). مثّل منتخب بلاده. شارك في دورة الألعاب الأولمبية الصيفية سنة 1968. اعتزل اللعب في 1976.

## الميداليات
| الميدالية | المسابقة                         |
| --------- | -------------------------------- |
| برونزية   | الألعاب الأولمبية الصيفية 1968   |
| ذهبية     | الألعاب الأولمبية الصيفية 1972   |
| ذهبية     | بطولة كأس العالم لكرة السلة 1967 |
| ذهبية     | بطولة كأس العالم لكرة السلة 1974 |
| برونزية   | بطولة كأس العالم لكرة السلة 1970 |
| ذهبية     | بطولة أمم أوروبا لكرة السلة 1965 |
| ذهبية     | بطولة أمم أوروبا لكرة السلة 1967 |
| ذهبية     | بطولة أمم أوروبا لكرة السلة 1969 |
| ذهبية     | بطولة أمم أوروبا لكرة السلة 1971 |
| برونزية   | بطولة أمم أوروبا لكرة السلة 1973 |

## روابط خارجية
- موديستاس بولوسكاس على موقع الاتحاد الدولي لكرة السلة (الإنجليزية)
- موديستاس بولوسكاس على موقع سبورتس رفرنس (الإنجليزية)
- موديستاس بولوسكاس على موقع أوليمبيديا (الإنجليزية)